# 세운교통
세운교통은 인천광역시의 시내버스 회사이며, 본사 및 차고지는 인천광역시 서구 가좌동에 있으며 시영운수와 같은 위치에 있다.

## 주요 연혁
- 1992년: 부개운수로 인천마을버스 회사 설립.
- 1992년 7월 22일: 마을버스 부평 11번(現 561번: 삼능 - 부일여자중학교 - 부개4거리 - 부평역)노선을 낙찰받아 운행하였다.
- 1995년: 당시 일신교통 마을버스 회사(당시 부평9번(現 559번), 부평9-1번(現 579번))를 인수하여 부일운수로 변경 설립하였다.
- 2000년 12월 13일: 인천광역시 부평구 부개동 502-4로 회사 이전.
- 2002년 1월: 강인여객의 11번 시내버스, 인천버스의 67번 시내버스노선을 인수하여 운행하였고, 지선버스 561번(전 부평11번)을 스위트버스에 매각하였다.
- 2006년 11월: 원진운수로부터 24번 시내버스(연안부두 - 동인천역 - 송림동 - 가좌동 - 부평역) 노선을 인수하였다.
- 2008년 1월: 원진운수로부터 24-1번 시내버스(가좌범양아파트 - 산곡동 - 부평역 - 삼산동 - 임학역) 노선을 인수하였다.
- 2009년 7월 10일: 계열사 부일버스를 설립하여 24번 시내버스와 지선버스 노선을 보유하게 된다.
- 2010년: 부일운수의 간선버스 노선을 오케이버스에 인수되어 계열사로 편입되었다.
- 2011년 7월 20일: 인천광역시 부평구 청천동 67-2로 회사 이전
- 2012년 10월 4일: 인천광역시 부평구 보도진로30번길 26 (가좌동)으로 회사 이전.
- 2014년 3월 28일: 67번 시내버스 노선이 가좌동 범양아파트 기점에서 가좌진주아파트-가좌고-인천의료원-가좌동차고지로 노선이 연장되었으며 기점도 가좌동 차고지로 변경되었다.
- 2014년 10월: 인천 시내버스 최초로 한국화이바 화이버드 투입
- 2016년 7월 20일: 인천광역시 서구 경명대로 463 (경서동)에 광역버스 지점 설치. 지배인 박수응 선임.
- 2016년 7월 30일: 인천시내버스 노선개편으로 24-1번 노선이 가좌범양아파트에서 가좌동 차고지로 기점 및 노선이 변경되었고, 67-1번 노선도 삼산농산물시장에서 가좌동 차고지로 기점과 노선이 변경되었다.
- 2016년 8월 1일: 삼화고속으로부터 광역버스 9500번 인수
- 2016년 9월 21일: 본점을 현 위치인 인천광역시 서구 보도진로18번길 24-1 (가좌동)으로 이전. 시영운수 주식회사에 인수. 여옥현 대표이사 사임, 안광헌 대표이사 취임.
- 2016년 10월 4일: 회사명을 부일운수 주식회사에서 세운교통 주식회사로 명칭을 변경. 여상현 대표이사 사임, 이준우 대표이사 취임.
- 2016년 12월 3일: 11번 시내버스(문학경기장 - 인천터미널 - 인천대공원 - 송내역 - 일신동 3군지사)와 67번 시내버스(가좌동 차고지 - 인천의료원 - 진주아파트 - 부평역) 노선을 통합하여 통합 11번으로 개통하여 운행.
- 2016년 12월 6일: 삼화고속으로부터 광역버스 1400번 인수
- 2017년 3월 27일: 9500번 광역버스 노선이 인천종합버스터미널에서 부평역으로 기점이 변경되어 운행.
- 2017년 5월 1일: 삼화고속으로부터 광역버스 1000번 인수하였다.
- 2017년 6월 1일: 보유했던 광역버스 3개 노선을 마니교통에 양도양수 하였다.
- 2020년 9월 20일: 광역버스지점을 폐지.
- 2020년 12월 31일: 인천시내버스 개편으로 24-1번 노선이 종점이 오조산공원에서 청라국제도시역으로 변경되어 운행.
- 2022년: 사모펀드 '차파트너스'에 피인수

## 운행 노선

### 간선버스
| 운행노선 | 운행구간   | 운행구간 | 운행구간                 | 배차간격 (분) | 인가 대수 | 비고                                                                           |
| -------- | ---------- | -------- | ------------------------ | ------------- | --------- | ------------------------------------------------------------------------------ |
| 11번     | 가좌동차고 | ↔        | 문학경기장(월드컵경기장) | 11 - 13       | 21        | 강인여객으로부터 양도받은 노선.67번 통합노선                                   |
| 24-1번   | 가좌동차고 | ↔        | 청라국제도시역           | 18 - 22       | 14        | 원진운수로부터 양도받은 노선. 부일버스로 분할 이전 24/24-1번으로 분할 운행 중. |
| 67-1번   | 가좌동차고 | ↔        | 부개역                   | 16            | 10        |                                                                                |

### 인천이음버스
| 운행노선    | 운행구간       | 운행구간 | 운행구간           | 배차간격 (분) | 인가 대수 | 비고                  |
| ----------- | -------------- | -------- | ------------------ | ------------- | --------- | --------------------- |
| 인천e음45번 | 송도역         | ↔        | 남촌농산물도매시장 | 27 - 40       | 4         |                       |
| 인천e음84번 | 청라국제도서관 | ↔        | 청라국제도시역     | 35 - 45       | 2         | 태양여객과 공동 운행. |

## 이전 보유 노선
- ● 67번: 가좌동(시영운수차고) ~ 부평역 (2016년 12월 2일까지 운행 후 11번과 통합)(2021년~2022년 신동아교통에서 운행했던 67번과는 다른 노선이다.)
- ● 1400번: 인천종합버스터미널 ~ 서울역(마니교통에 매각)
- ● 9500번: 부평역 ~ 양재시민의숲역(마니교통에 매각)

## 운용 차량
- 에디슨모터스 화이버드
- KGM 스마트 110
- 에디슨모터스 스마트 8.7
- 현대 뉴 슈퍼 에어로시티
- 현대 일렉시티

## 본점 및 지점 현황
- 본점: 인천광역시 서구 보도진로18번길 24-1 (가좌동)